# Acácio Mesquita
Acácio Pereira Mesquita (Porto, 18 de julho de 1909 — 30 de maio de 1945), foi um futebolista português que atuava como médio.

## Carreira
Esteve no FC Porto durante dez temporadas, entre 1925 e 1937, no qual fez 101 jogos e marcou 111 golos. Ganhou também 11 títulos, incluindo 1 Primeira Divisão.

## Títulos
- 1 Campeonato de Portugal: 1931–32
- 1 Primeira Divisão: 1934–35
- 9 Campeonatos do Porto[1]